# 斯威本冰架
77°10′S 153°55′W / 77.167°S 153.917°W

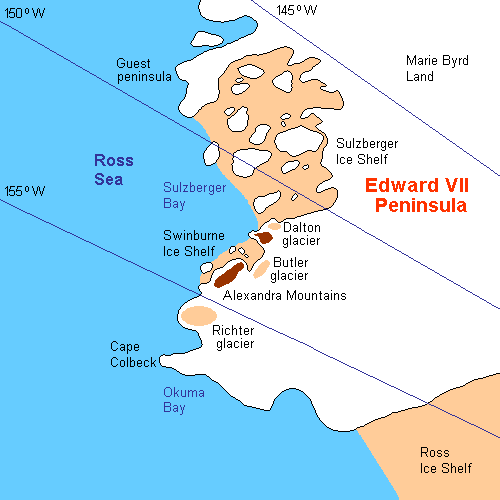

斯威本冰架是南極洲的冰架，位於蘇茲貝格灣南部，處於愛德華七世地和亞歷山德拉山脈以北，長20英里、寬5英里，從費希爾島延伸至懷特群島。